# Гней Планций
Гней Планций (Cnaeus Plancius) е политик на Римската република през края на 1 век пр.н.е. Той е конник от Арпиниум в Лацио. Баща му е eques, който е служил при Публий Лициний Крас (консул 97 пр.н.е.) и е дал помощ на Юлий Цезар през 59 пр.н.е. в Азия.
Гней Планций служи през 70 пр.н.е. в Африка при пропретор Авъл Торкват, през 68 пр.н.е. в Крит при проконсул Квинт Цецилий Метел Кретик и през 62 пр.н.е. е военен трибун при Гай Антоний Хибрида в Македония и става там квестор през 58 пр.н.е. при управителя Луций Апулей Сатурнин. Връща се в Рим и през 56 пр.н.е. и е избран за народен трибун с още 9 колеги.
През 55 пр.н.е. кандидатства за курулски едил за 54 пр.н.е. и е избран заедно с Авъл Плавций. През гражданската война (49 - 45 пр.н.е.) e на страната на помпеанците и бяга в Корфу.